# Inter Arma
Inter Arma — американская рок-группа, созданная в 2006 году в Ричмонде, штат Вирджиния. Представляет собой квинтет. Музыкальный стиль группы менялся от альбома к альбому, и включал в себя дум, психоделический сладж, блэк-метал, прогрессивный рок и хеви-метал. На данный момент группа выпустила 3 полноформатных альбома, 2 мини-альбома и сплит. Вокалист и гитаристы также являются членами группы Bastard Sapling.

## История группы
Группа была сформирована в 2006 году в составе: Майк Папаро — вокал, Стивен Рассел — гитара, Трей Далтон — гитара, Джо Керкес — бас-гитара, Ти Джей Чайлдерс — ударные. В течение нескольких лет музыкантами было выпущено несколько демозаписей. В апреле 2010 года вышел дебютный студийный альбом под названием Sundown. В 2012 году группа выпустила мини-альбом Destroyer, состоящий из четырёх песен. Эта запись привлекла внимание лейбла Relapse Records. После подписания контракта группа начала активно гастролировать. В 2013 году группа выпустила второй студийный альбом под названием Sky Burial. Следующий год группа провела в совместном с группой Windhand европейском туре. Осенью 2014 года на виниле был выпущен сингл The Cavern, состоящий из одной записи продолжительностью в 45 минут. В июле 2016 года был выпущен третий студийный альбом под названием Paradise Gallows.

## Участники
- Майк Папаро — вокал
- Стивен Рассел — гитара
- Трей Далтон — гитара
- Джо Керкес — бас-гитара
- Ти Джей Чайлдерс — ударные

## Дискография

### Студийные альбомы
- 2010 — Sundown
- 2013 — Sky Burial
- 2016 — Paradise Gallows
- 2019 — Sulphur English

### Мини-альбомы
- 2012 — Destroyer
- 2014 — The Cavern